# Brève (journalisme)
Pour les articles homonymes, voir Brève (homonymie).
La brève est un genre journalistique de presse écrite qui consiste, comme son nom l'indique, en un texte très court. Elle livre en trois ou quatre phrases une information très concise, sans titre.
La brève doit répondre à la règle des cinq w ,. Les 5W sont les questions auxquelles les journalistes répondent dans la plupart de leurs articles. Il s’agit des questions qui ?, quoi ?, où ?, quand ? et pourquoi ? (en anglais : who ?, what ?, where ?, when ? et why ?).
Les brèves fournissent de l’information sur l’actualité. Elles couvrent toute une gamme de sujets, des faits divers à l’actualité internationale, et sont très souvent des dépêches d'agences de presse reproduites sans être réécrites. 
Entre 1903 et 1937, la chronique « Nouvelles en trois lignes » du journal Le Matin est constituée de dépêches de dernière minute publiées sous forme de brèves entre cent et cent trente-cinq signes topographiques. La chronique devient célèbre avec la participation de Félix Fénéon et de son usage de l'humour noir : 

« Madame Fournier, M. Voisin, M. Septeuil se sont pendus : neurasthénie, cancer, chômage. »

« Le professeur de natation Renard,
dont les élèves tritonnaient en Marne,
à Charenton, s'est mis à l'eau lui-même :
il s'est noyé. »

Sur les pages d’accueil de nombreux sites Web, elles sont généralement regroupées dans une colonne pour former un bloc de brèves. 